# Jürgen Weber (sculpteur)
Jürgen Weber (né le 14 janvier 1928 à Münster, mort le 16 juin 2007 à Pou d’es Lleó, Ibiza) est un sculpteur allemand.

## Biographie
Après une formation de couleur de bronze, il fait des études de médecine ainsi que d'histoire de l'art et de sculpture à l'académie d'État des beaux-arts de Stuttgart (de). En 1960, il fait un séjour à la Villa Massimo à Rome. L'année suivante, il devient professeur à l'université technique Carolo-Wilhelmina de Brunswick jusqu'à sa retraite en 1996.

## Source de la traduction
- (de) Cet article est partiellement ou en totalité issu de l’article de Wikipédia en allemand intitulé « Jürgen Weber (Bildhauer) » (voir la liste des auteurs).